# Liste des monarques de Valence

## Rois de Valence
Le royaume de Valence, avec le royaume d'Aragon,  le royaume de Majorque et la principauté de Catalogne, faisaient partie des domaines royaux de la Couronne d'Aragon, jusqu’à l’unification avec le royaume de Castille. Mais le royaume de Valence conserva  le statut de Royaume, jusqu’à la division en provinces de 1833 de Javier de Burgos Real Decreto de 30 de noviembre de 1833 (ES)] à la suite de laquelle le royaume de Valence a été divisé entre les  provinces de Valence,  de Castellón et d’Alicante.

### Rois d'Aragon de laMaison de Barcelone
- 1238-1276 Jacques Ier le Conquérant, également roi d'Aragon et de Majorque et comte de Barcelone.
- 1276-1285 Pierre Ier le Grand, également roi d'Aragon (sous le nom de Pierre III), et de Sicile (sous le nom de Pierre Ier), et comte de Barcelone (sous le nom de Pierre II).
- 1285-1291 Alphonse Ier le Franc, également roi d'Aragon (sous le nom d'Alphonse III) et de Sicile (sous le nom d'Alphonse Ier), et comte de Barcelone (sous le nom d'Alphonse II).
- 1291-1327 Jacques II le Juste, également roi d'Aragon, de Sicile (sous le nom de Jacques Ier) et de Sardaigne (sous le nom de Jacques Ier), et comte de Barcelone.
- 1327-1336 Alphonse II le Benin, également roi d'Aragon, (sous le nom d'Alphonse IV, et de Sardaigne (sous le nom d'Alphonse Ier), et comte de Barcelone (sous le nom de Alphonse III)
- 1336-1387 Pierre II le Cérémonieux, également roi d'Aragon (sous le nom de Pierre IV), de Sardaigne (sous le nom de Pierre Ier) et de Majorque (sous le nom de Pierre Ier), et comte de Barcelone (sous le nom de Pierre III).
- 1387-1396 Jean Ier l'Amateur de la gentilhommerie, également roi d'Aragon, de Majorque et de Sardaigne, et comte de Barcelone.
- 1396-1410 Martin Ier l'Humain, également roi d'Aragon, de Majorque, de Sardaigne et de Sicile (sous le nom de Martin II), et comte de Barcelone.

### Rois d'Aragon de laMaison de Trastamare
- 1412-1416 Ferdinand Ier, également roi d'Aragon, de Majorque et de Sicile et comte de Barcelone.
- 1416-1458 Alphonse III le Magnanime, également roi d'Aragon (sous le nom d'Alphonse V), de Majorque (sous le nom d'Alphonse Ier), de Sicile (sous le nom d'Alphonse Ier), de Sardaigne (sous le nom d'Alphonse II) et des Deux-Siciles (sous le nom d'Alphonse Ier), et comte de Barcelone (sous le nom d'Alphonse IV).
- 1458-1479 Jean II, également roi d'Aragon, de Majorque, de Sardaigne et de Sicile (sous le nom de Jean Ier), et comte de Barcelone.
- 1479-1516 Ferdinand II d'Aragon, également roi d'Aragon, de Majorque, de Sardaigne, de Sicile et des Deux-Siciles (sous le nom de Ferdinand Ier), et comte de Barcelone.

## De Charles Quint jusqu'en 1833
À partir de Ferdinand II les rois de Valence coïncident avec les rois castillans et aragonais:
- Charles I (Charles Quint) (1516-1556)
- Philippe II (1556-1598)
- Philippe III (1598-1621)
- Philippe IV (1621-1665)
- Charles II (1665-1700)

- L'archiduc Charles d’Austriche fut proclamé Charles III roi de Valence, pendant la Guerre de Succession d'Espagne, mais ne réussit pas à consolider sa couronne.

Avec Philippe V de Bourbon, le Royaume de Valence, comme tous les territoires de l’ancienne Couronne d'Aragon qui luttèrent contre lui lors de la Guerre de Succession d'Espagne, perd ses fueros par les Décrets de Nueva Planta, et a été régi par les lois de Castille. Il continue à appartenir à la Couronne d'Espagne. 
Aujourd'hui, les rois continuent à porter le titre de Roi de Valence.